# Paul Laurence Dunbar
Paul Laurence Dunbar (ur. 27 czerwca 1872 w Dayton w stanie Ohio, zm. 9 lutego 1906 tamże) – amerykański poeta i prozaik.

## Życiorys
Urodził się w rodzinie byłych niewolników; jego ojciec uciekł na wolność do Kanady, a później wrócił, by walczyć w wojnie secesyjnej. W młodości był jedynym czarnym uczniem w szkole średniej w Dayton, do której uczęszczał; wydawał tam szkolną gazetkę. W 1893 opublikował własnym sumptem swój pierwszy zbiór poezji, Oak and Ivy (Dąb i Bluszcz). Pisał wiersze i pieśni w gwarze Murzynów z Ohio nasycone regionalnym kolorytem amerykańskiego Południa. Był pierwszym afroamerykańskim pisarzem, który zyskał uznanie za życia. Drugi zbiór jego poezji, Majors and Minors (1895), zwrócił uwagę krytyka literackiego, Williama Howellsa, który w 1896 przedstawił jego następną książkę, Lyrics of Lowly Life. Czytał swoją twórczość publiczności w USA i Anglii, a po powrocie w 1897 został zatrudniony w czytelni w Bibliotece Kongresu w Waszyngtonie (do 1898). Pisał w większości dla białych czytelników, w związku z czym opisywał Południe sprzed wojny secesyjnej w idyllicznych barwach. Dopiero w późniejszych jego opowiadaniach pojawiła się sugestia o pojawieniu się niepokojów rasowych. W 1898 opublikował trzy opowiadania pt. The Uncalled, a w 1902 powieść, uznawana niekiedy za najlepsze jego dzieło, The Sport of the Gods - na temat wykorzenionej czarnej rodziny na miejskiej Północy.
W latach 1898–1902 był mężem poetki i aktywistki Alice Dunbar Nelson.